# MRGPRD
MRGPRD (англ. MAS related GPR family member D) – білок, який кодується однойменним геном, розташованим у людей на короткому плечі 11-ї хромосоми. Довжина поліпептидного ланцюга білка становить 321 амінокислот, а молекулярна маса — 36 118.
| 10         |  | 20         |  | 30         |  | 40         |  | 50         |
| ---------- |  | ---------- |  | ---------- |  | ---------- |  | ---------- |
| MNQTLNSSGT |  | VESALNYSRG |  | STVHTAYLVL |  | SSLAMFTCLC |  | GMAGNSMVIW |
| LLGFRMHRNP |  | FCIYILNLAA |  | ADLLFLFSMA |  | STLSLETQPL |  | VNTTDKVHEL |
| MKRLMYFAYT |  | VGLSLLTAIS |  | TQRCLSVLFP |  | IWFKCHRPRH |  | LSAWVCGLLW |
| TLCLLMNGLT |  | SSFCSKFLKF |  | NEDRCFRVDM |  | VQAALIMGVL |  | TPVMTLSSLT |
| LFVWVRRSSQ |  | QWRRQPTRLF |  | VVVLASVLVF |  | LICSLPLSIY |  | WFVLYWLSLP |
| PEMQVLCFSL |  | SRLSSSVSSS |  | ANPVIYFLVG |  | SRRSHRLPTR |  | SLGTVLQQAL |
| REEPELEGGE |  | TPTVGTNEMG |  | A          |  |            |  |            |

A: Аланін

C: Цистеїн

D: Аспарагінова кислота

E: Глутамінова кислота

F: Фенілаланін

G: Гліцин

H: Гістидин

I: Ізолейцин

K: Лізин

L: Лейцин

M: Метіонін

N: Аспарагін

P: Пролін

Q: Глутамін

R: Аргінін

S: Серин

T: Треонін

V: Валін

W: Триптофан

Кодований геном білок за функціями належить до рецепторів, g-білокспряжених рецепторів, білків внутрішньоклітинного сигналінгу. 
Локалізований у клітинній мембрані, мембрані.